# (2862) Vavilov
(2862) Vavilov (1977 JP) – planetoida z pasa głównego asteroid okrążająca Słońce w ciągu 3,27 lat w średniej odległości 2,2 j.a. Odkryta 15 maja 1977 roku.